# Soera De Onderscheiding
Soera De Onderscheiding is een soera van de Koran.
De soera is vernoemd naar de eerste aya waar sprake is van een reddende onderscheiding die door God aan Zijn dienaar is neergezonden. Het kan ook redding, bevrijding of openbaring betekenen. De soera handelt over zij die de tekenen van Gods gezanten niet geloven. Verder komt de macht van God over de natuur naar voren. In de laatste 14 ayat wordt duidelijk wat de kenmerken van de gelovige zijn.

## Bijzonderheden
Ayat 68, 69 en 70 zouden zijn geopenbaard Medina. Bij recitatie van aya 60 wordt de sudjud, de nederwerping, verricht.
Ook in Soera Het Vee ayaat 53 en 185, Soera Het Geslacht van Imraan aya 4 en Soera De Buit ayaat 29 en 41 wordt gesproken over de reddende onderscheiding. Hiermee wordt (hoogstwaarschijnlijk) de Koran bedoeld.
De vertaling van 'furqaan' in 'onderscheiding' is gebaseerd op de etymologie van het woord. Bijna overal wordt in de Koran 'furqaan' gebruikt om een openbaring aan te duiden. Sommige modernisten menen, ook op grond van de etymologie, dat het woord ook 'rede' zou kunnen betekenen.